# Гизелхер фон Магдебург
Гизелхер фон Магдебург (на немски: Giselher, Giseler; † 25 януари 1004 в Требра) е от 971 до 981 г. епископ на Мерзебург и от 981 до 1004 г. вторият архиепископ на Магдебург.

## Живот
Той произлиза от саксонска благородническа фамилия.
През януари 1000 г. архиепископ Гизелхер е в свитата на император Ото III и те тръгват посока Полша. Около 990 г. той едва се спасява от нападение на 200 избрани бойци лютичи. След седем години той отново е нападнат от лютичите, които го привличат пред вратата на Арнебург на Елба. Гизелхер едва се спасява, но повечето негови придружители загубват живота си.
Архиепископ Гизелхер фон Магдебург е погребан пред олтара на катедралата в Магдебург.